# Respiro (Joe Barbieri)
Respiro è il terzo album in studio del cantautore italiano Joe Barbieri.

## L'album
Contenente 11 brani inediti a firma dello stesso artista, l'album è stato anticipato dal singolo Zenzero e cannella, uscito nelle radio il 2 marzo del 2012. L'album vede le partecipazioni di Stefano Bollani, Gianmaria Testa, Jorge Drexler e Fabrizio Bosso.
Il disco è stato registrato per la quasi totalità nell'appartamento che fu set dei film Matrimonio all'italiana e L'oro di Napoli, entrambi diretti da Vittorio De Sica.
Le illustrazioni dell'album sono opere originali dell'artista anglo-svizzera Catell Ronca.
Oltre alla pubblicazione italiana (avvenuta originariamente il 20 marzo 2012, su etichetta Microcosmo Dischi) e a quella giapponese (il 4 aprile, su etichetta Yamaha) sono seguite quelle negli Stati Uniti e in Canada (il 14 agosto), quella in Germania (il 17 agosto), quella nel Regno Unito (il 27 agosto), quella in Francia (il 28 agosto) e infine nel resto del mondo (il 1º settembre), tutte su etichetta Le Chant du Monde con distribuzione Harmonia Mundi.
L'edizione giapponese del disco contiene, come registrazione supplementare, una rilettura del brano tradizionale Miagete goran yoru no hoshi wo, originariamente pubblicata da Kyū Sakamoto nel 1963.

## Tracce
1. Zenzero e cannella - 4:06 (Giuseppe Barbieri)
2. Scusami - 5:16 (Giuseppe Barbieri)
3. Diamoci del tu - 2:44 (Giuseppe Barbieri)
4. Un regno da disfare - 3:33 (Giuseppe Barbieri) con Stefano Bollani
5. Sostanza e forma - 3:48 (Giuseppe Barbieri)
6. 'E vase annure - 5:09 (Giuseppe Barbieri) con Fabrizio Bosso
7. Le milonghe del sabato - 3:46 (Giuseppe Barbieri) con Gianmaria Testa
8. Diario di una caduta - 3:56 (Giuseppe Barbieri) con Jorge Drexler
9. Étape par étape par étape - 3:20 (Giuseppe Barbieri) con Fabrizio Bosso
10. Come una casa - 4:05 (Giuseppe Barbieri)
11. Il balconcino del quinto piano - 3:31 (Giuseppe Barbieri)

## Classifiche
| Paese  | Posizione massima |
| ------ | ----------------- |
| Italia | 67                |